# Raha Rastifard

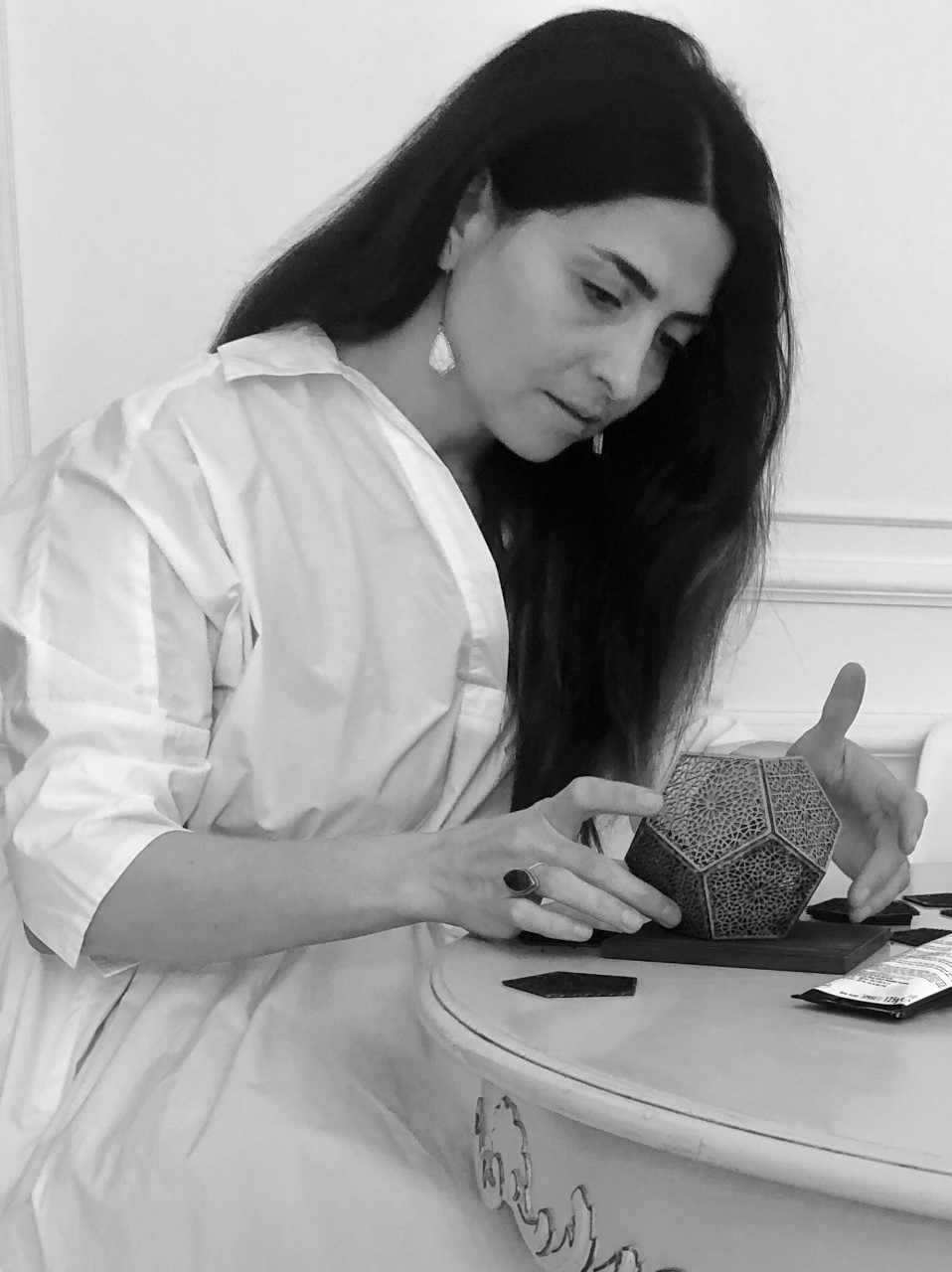
Raha Rastifard, 2019

Raha Rastifard (geboren 1. Februar 1974 in Iran) ist eine iranisch-deutsche zeitgenössisch bildende Künstlerin, die in Stockholm sesshaft ist.

## Biografie
Raha Rastifard ist eine iranisch-deutsche Konzeptkünstlerin, die aktuell in Stockholm tätig ist. Rastifard arbeitet in verschiedenen Disziplinen, von Malerei bis zu Video art, Fotografie, Zeichnungen, Installationen, Skulpturen und Kunst im öffentlichen Raum.
Nach dem Bachelor-Abschluss in Freier Kunst an der Nationalen Kunstuniversität in Teheran, erlangte Rastifard zwei Master-Abschlüsse. Den Master-Titel in europäischer und islamischer Kunstgeschichte und den Master-Titel in Iranistik an der Freien Universität Berlin.
Außerdem absolvierte Rastifard ein Projektstudium (eng. postgraduate degree) in Freier Kunst für professionelle Künstler auf fortgeschrittenem Niveau am Royal College of Art in Stockholm.
Rastifard´s Kunstwerke wurden bereits in mehreren europäischen Städten ausgestellt, unter anderem im Victoria and Albert Museum in London im Zusammenhang mit ihrer Nominierung für den Freedom to Create Prize und im Pergamonmuseum in Berlin. Darüber hinaus fanden Kunstausstellungen in New York, Tokio, Delhi und Shanghai statt.

## Kunst im öffentlichen Raum

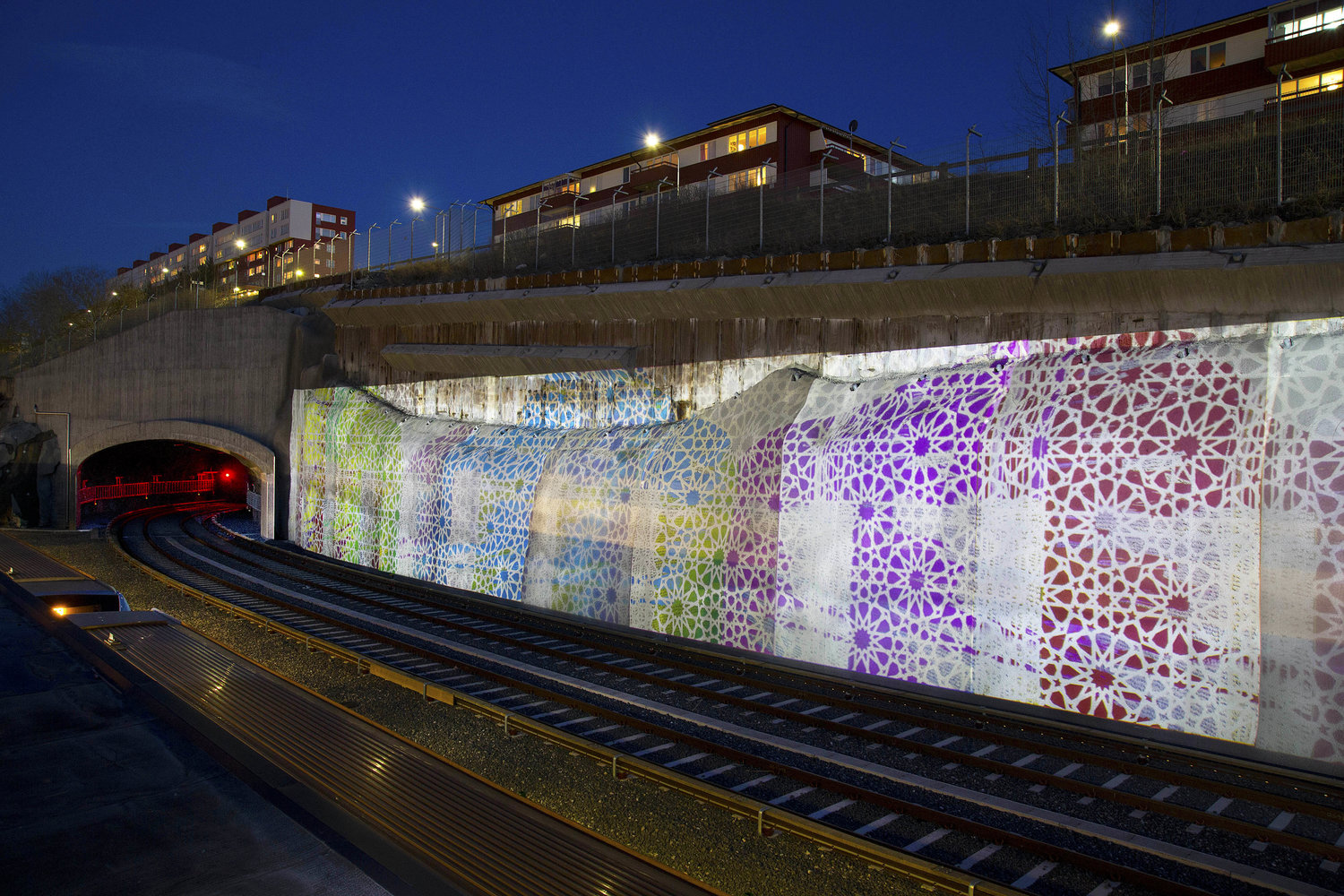
„Eine Hommage an die Bewegung“ Kunst im öffentlichen Raum am U-Bahnhof Norsborg, 2017

- „Eine Hommage an die Bewegung“ Kunst im öffentlichen Raum am U-Bahnhof Norsborg, 2017Eine Hommage an die Bewegung, Kunst im öffentlichen Raum am U-Bahnhof Norsborg, 2017, Stockholm[3][4]

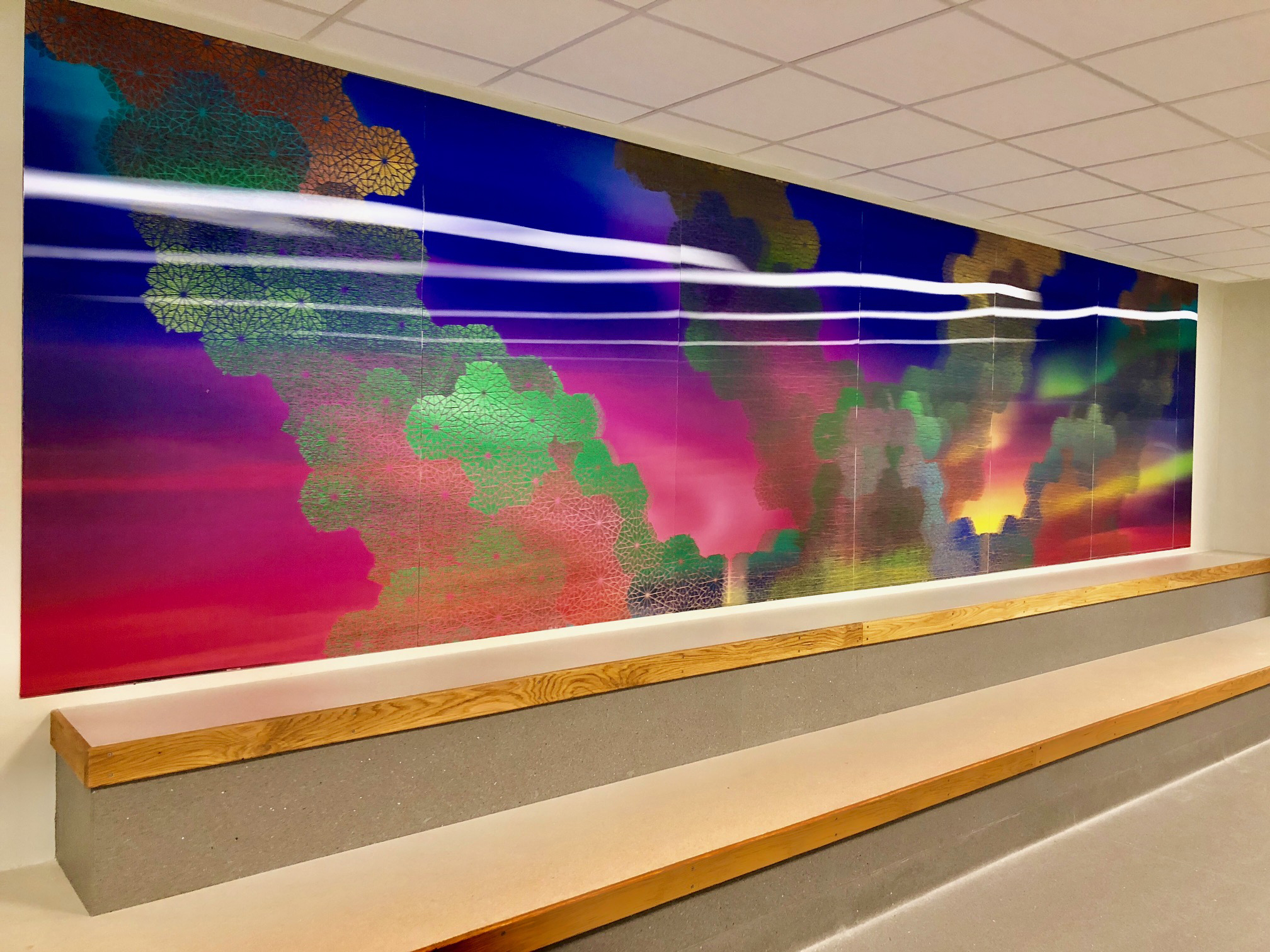
Die Aurora, 2017

- Die Aurora, 2017Th Aurora, Norrbyskolan, 2017, Örebro, Schweden[5]

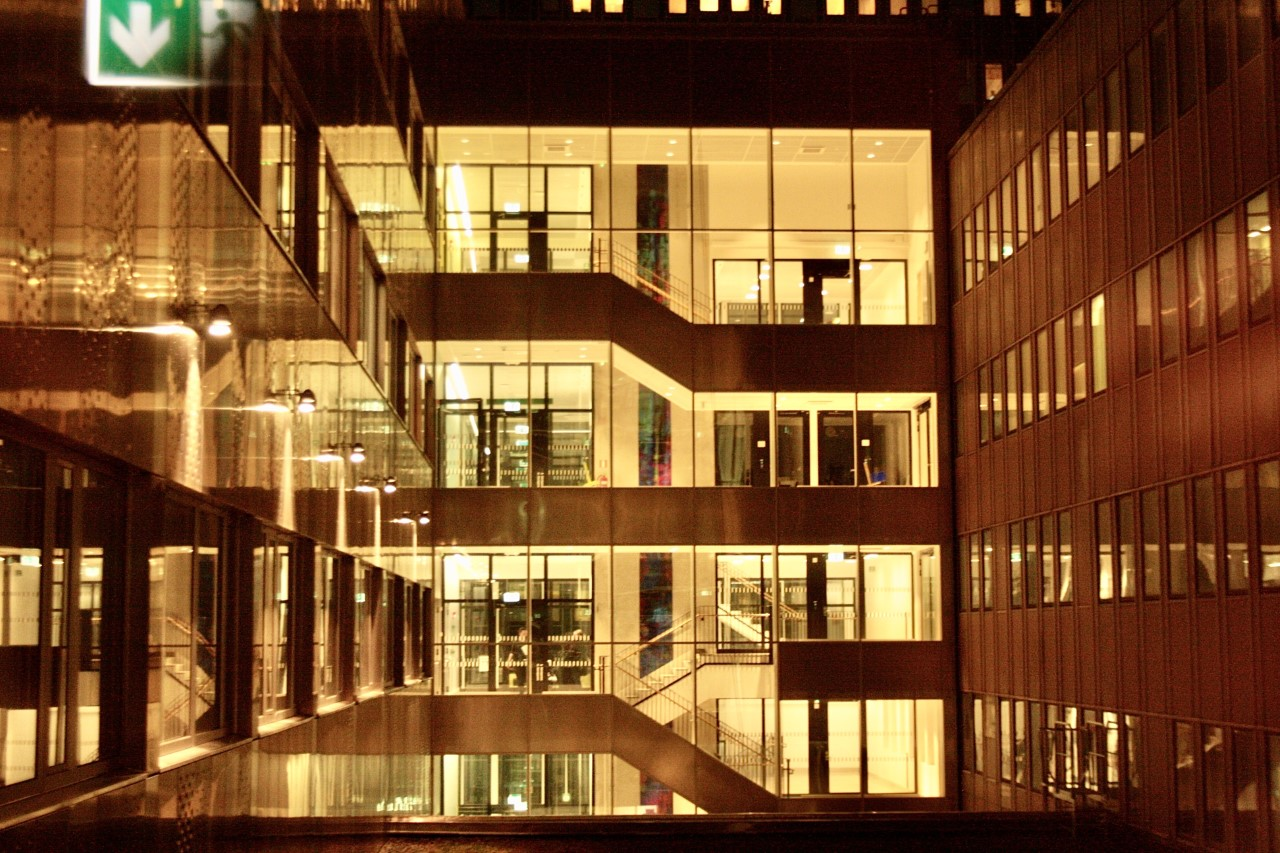
Der hängende Lotusgarten, 2019, Danderyds Hospital Stockholm, Schweden

- Der hängende Lotusgarten, 2019, Danderyds Hospital Stockholm, SchwedenDer hängende Lotusgarten, 2019, Danderyds Hospital Stockholm, SchwedenDer hängende Lotusgarten, 2019, Danderyds Hospital Stockholm, Schweden[6]

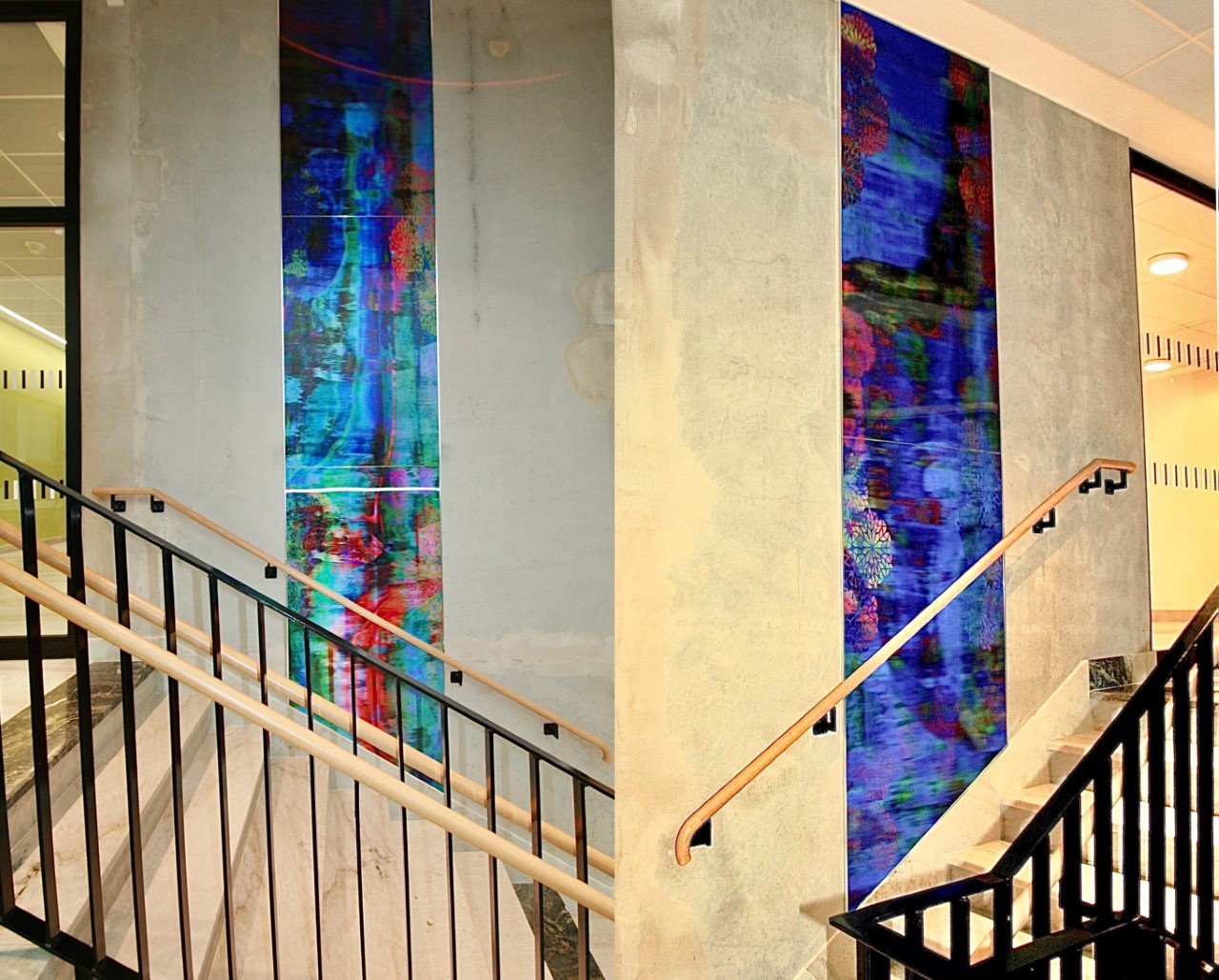
Der hängende Lotusgarten, 2019, Danderyds Hospital Stockholm, Schweden

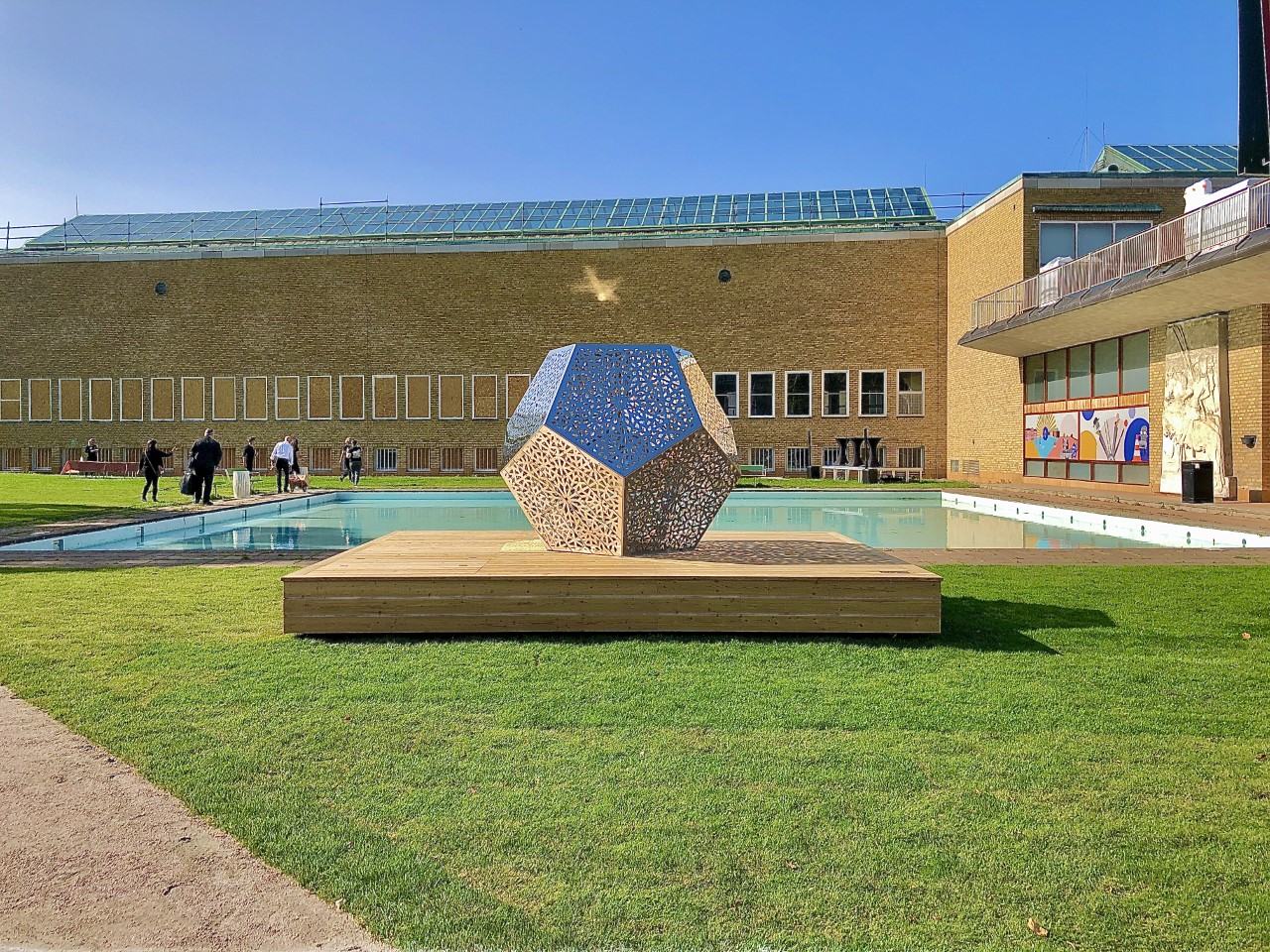
Das fünfte Element, 2020, Östergötland Museum, Linköping, Schweden

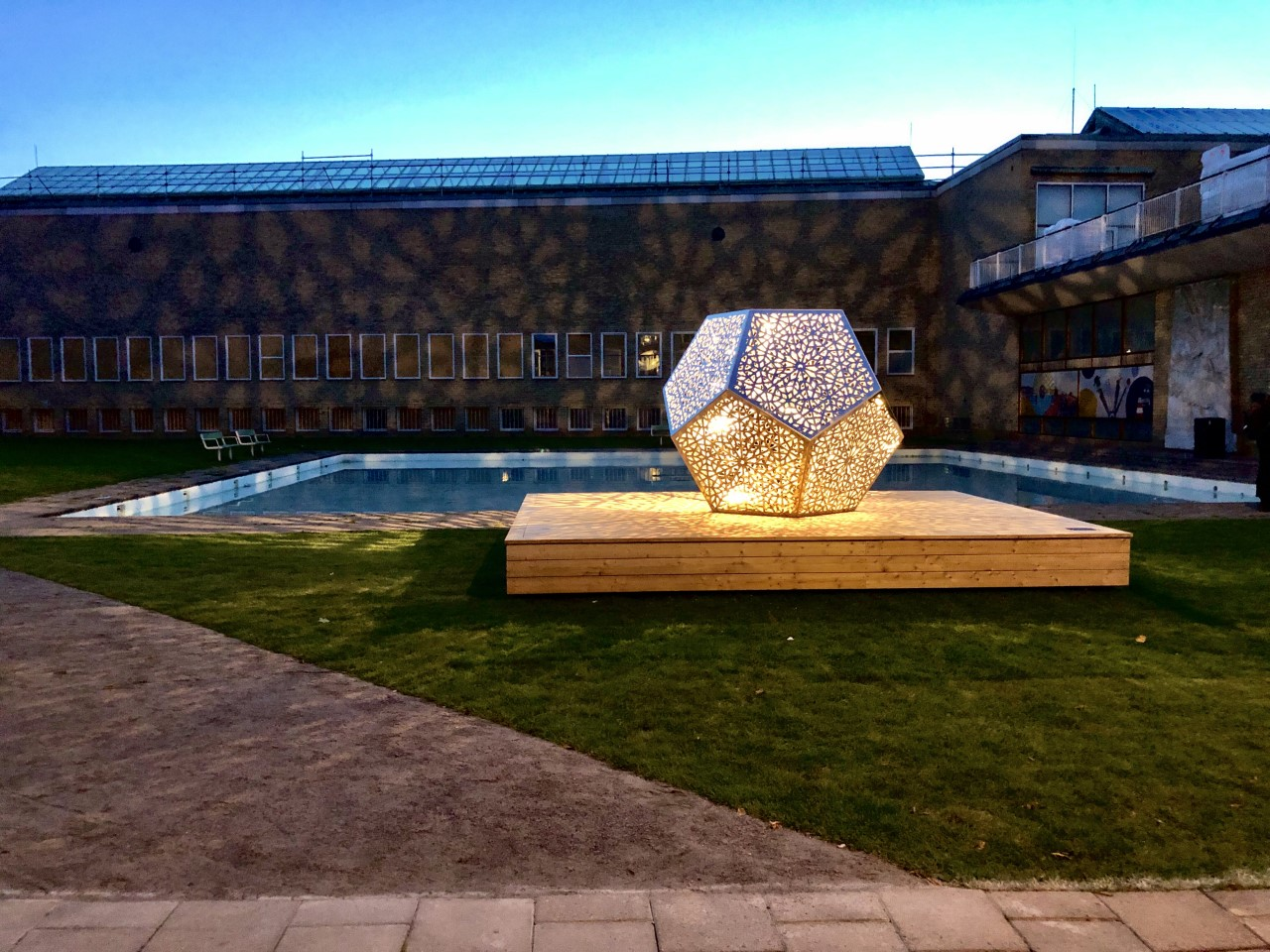
Das fünfte Element, 2020, Östergötland Museum, Linköping, Schweden

- Das fünfte Element, 2020, Östergötland Museum, Linköping, SchwedenDas fünfte Element, 2020, Östergötland Museum, Linköping, SchwedenDas fünfte Element, 2020, Östergötland Museum, Linköping, Schweden[7][8][9]